# Orde van Verdienste van de deelstaat Sleeswijk-Holstein

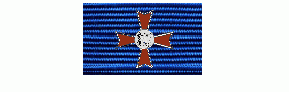
Baton van de orde

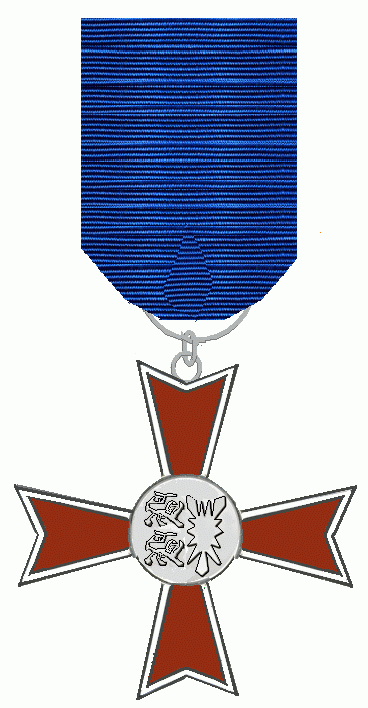
Versiersel van de orde

De Orde van Verdienste van de deelstaat Sleeswijk-Holstein, in het Duits: Verdienstorden des Landes Schleswig-Holstein geheten, is de hoogste orde van verdienste van de Duitse deelstaat Sleeswijk-Holstein.
Na de instelling van de Bondsrepubliek Duitsland werd de orde op 23 april 2001 bij wet ingesteld. Op 12 juli 2008 werd de onderscheiding voor het eerst toegekend door de minister-president van Sleeswijk-Holstein. De wet waarin de orde werd gesticht is beperkt geldig, zij verliest in 2012 haar geldigheid.
De minister-president van Sleeswijk-Holstein, de ministers voor zover het hun ambtsgebied betreft en de voorzitter van het parlement, de Landtag mogen voordrachten doen. De minister-president besluit over de benoemingen. Hij kan de dragers de orde ook weer afnemen wanneer blijkt dat zij dit ereteken niet waardig zijn of achteraf niet waardig waren geweest.
De dragers van de Schleswig-Holstein Medaille werden automatisch dragers van de Orde van Verdienste.
De orde kent geen ridders of commandeurs maar zij die het kruis bezitten zijn "drager" van dat kruis. Het kruis wordt door heren aan een lint op de linkerborst gedragen. Dames laten het lint opmaken tot een strik en dragen het kruis op de schouder. Er mogen 500 dragers zijn maar de orde wordt spaarzaam verleend. In de eerste drie jaren werden twaalf, vier en vijf kruisen uitgereikt.
Voor dagelijks gebruik is er een knoopsgatversiering in de vorm van een kleine baton met een miniatuur van het kruis.

## De dragers
2008
- Christiane Bahr
- Ilona Dudek
- Dr. Michael Eckstein
- Johann Haecks
- Hans-Joachim Jobs
- Gesche Kern: De 26jarige Gesche Kern zou te jong zijn geweest voor een Bundesverdienstorden. Zij kreeg de decoratie voor haar werk in de Landjugend[3]
- Ingwer Nommensen
- Harm Paulsen
- Inke Reinecker
- Helmut Riemann
- Axel Strehl
- Otto-Dietrich Steensen

2009
- Prof. Dr. Dennis Snower.
- Dr. Ekkehard Wienholtz.
- Prof. Dr. Herwig Guratzsch.
- Stephan Richter

2010
- Deborah Di Meglio
- Heinz-Werner Arens
- Professor Dr. Eberhard Dall’Asta
- Professor Dr. Hans Heinrich Driftmann
- Professor Dr. Peter Herzig

## Het versiersel
Het versiersel heeft de vorm van een rood kruis met vier armen en is voorzien van een gestileerd wapen op de voorzijde. Het wordt gedragen aan een blauw lint op de linkerborst.
Het lint kreeg een van de drie kleuren van de vlag van Sleeswijk-Holstein. De twee andere kleuren, rood en wit vindt men in het kruis terug. De uitvoering van het kruis is zeer eenvoudig. Het centrale medaillon is op het kruis gesoldeerd. De keerzijde is vlak.